# Veillons au salut de l'Empire
Veillons au salut de l'Empire est une chanson révolutionnaire de 1791.

## Histoire
Les paroles du chant ont été écrites dans les derniers mois de 1791 par Adrien-Simon Boy, chirurgien-chef de l’armée du Rhin, sur l'air de la romance sentimentale Vous qui d’amoureuse aventure, courez et plaisirs et dangers — issue de Renaud d’Ast (1787), de Dalayrac —, mélodie qui était déjà devenue la rengaine des vaudevilles et des cérémonies officielles, et changeait des éternels et populaires « Ça ira ! » Dumersan affirme que Boy n’aurait fait que les trois premiers couplets et que le quatrième n’aurait été ajouté qu’en 1810 par un auteur demeuré inconnu. Mais selon l’ouvrage de Claude Role, le dernier couplet existait bien en 1792.

### Une cérémonie patriotique de la Révolution
Le chant tel qu’il nous est resté est tiré d’un tableau patriotique rapidement composé par Gossec pour le 30 septembre 1792, d’abord nommé « Hymne à la Liberté », puis renommé  « Offrande à la Liberté ». Le compositeur y arrange comme air d’ouverture le fameux « Veillons au salut de l’empire ». Cet air suit un récitatif : « Citoyens vous êtes heureux, l’antique royauté pour jamais est bannie », chanté à la création par la basse Laïs, et est relié par des dialogues à la « Marche des Marseillais », composée en avril (la future Marseillaise) que Gossec utilise sous des formes variées. 
Répondant à un bref dialogue incitatif « Si quelques vieux soutiens d’un pouvoir despotique sous le joug du passé tentaient de nous ranger... », les paroles « Aux armes, citoyens ! » s’élancèrent dans les airs et donnèrent le signal d’une sonnerie de tocsin et de la battue de la générale en même temps qu’elles furent ponctuées de trois coups de canon et reprises « avec la plus grande force » par le chœur. Cette scène était destinée à donner à la cérémonie un caractère « religieux ». Pierre Gardel avait établi un scénario sommaire et réglé la chorégraphie des danseurs et des chevaux en mouvement. 
Le « quatrième couplet »  y était justement le point culminant qui fit du spectacle où l’émotion fut grande, un succès considérable :  « …la statue de la Liberté [paraît] empanachée des encens que déversent des enfants des deux sexes vêtus de blanc ». Alors s’élève le doux chant d’un soprano : « Amour sacré de la patrie, soutiens nos braves vengeurs… »

### Un chant d'Empire
Comme on peut s’y attendre, le mot « empire » qui n’était là d’abord que pour la rime, dans le sens de « patrie » et, dans le sens général, de la « patrie de tous les hommes libres », était tout prêt pour s’écrire avec un e majuscule, et le chant devenir un hymne officiel du Premier Empire.
Dans la partition de la Victoire de l’Armée d’Italie ou Bataille de Montenotte pour fortepiano de Jacques-Marie Beauvarlet-Charpentier, publiée à Paris vers 1797, le premier vers se lit : « Veillons au salut de la France ».

## Paroles
1.
Veillons au salut de l'empire,
Veillons au maintien de nos lois ;
Si le despotisme conspire,
Conspirons la perte des rois !
Liberté ! (bis) que tout mortel te rende hommage !
Tyrans, tremblez ! vous allez expier vos forfaits !
Plutôt la mort que l'esclavage !
C'est la devise des Français.
2.
Du salut de notre patrie
Dépend celui de l'univers ;
Si jamais elle est asservie,
Tous les peuples sont dans les fers.
Liberté ! (bis) que tout mortel te rende hommage !
Tyrans, tremblez ! vous allez expier vos forfaits !
Plutôt la mort que l'esclavage !
C'est la devise des Français.
3.
Ennemis de la tyrannie,
Paraissez tous, armez vos bras.
Du fond de l'Europe avilie,
Marchez avec nous aux combats.
Liberté ! (bis) que ce nom sacré nous rallie.
Poursuivons les tyrans, punissons leurs forfaits !
Nous servons la même patrie :
Les hommes libres sont Français.
4.
Jurons union éternelle
Avec tous les peuples divers ;
Jurons une guerre mortelle
À tous les rois de l'univers.
Liberté ! (bis) que ce nom sacré nous rallie !
Poursuivons les tyrans ; punissons leurs forfaits!
On ne voit plus qu'une patrie
Quand on a l'âme d'un Français.

## Interprète
Francesca Solleville dans l'album Musique, citoyennes !, disque 33 tours de Francesca Solleville, sorti pour le bicentenaire de la Révolution en 1989. Distribution Carrere, production Chantons 89 WH. n°66586 CA 272.
Choeur Arsys Bourgogne, Disques Vogue · Arsys Bourgogne · Marie D'Alayrac · Joseph-Marie Girey-Dupré La France par Choeur ℗ 2014 Sony Music Entertainement, Directeur artistique: Nicolas Bartholomée, piano et arrangement: Bruno Fontaine, chef du choeur: Bruno Rastier.